# ヒプシピレ (小惑星)
ヒプシピレ (587 Hypsipyle) は小惑星帯に位置する小惑星である。ハイデルベルクのケーニッヒシュトゥール天文台でマックス・ヴォルフによって発見された。
ギリシア神話の人物で、レームノス島の女王であるヒュプシピュレーにちなんで命名された。